# Ankica Gudeljević

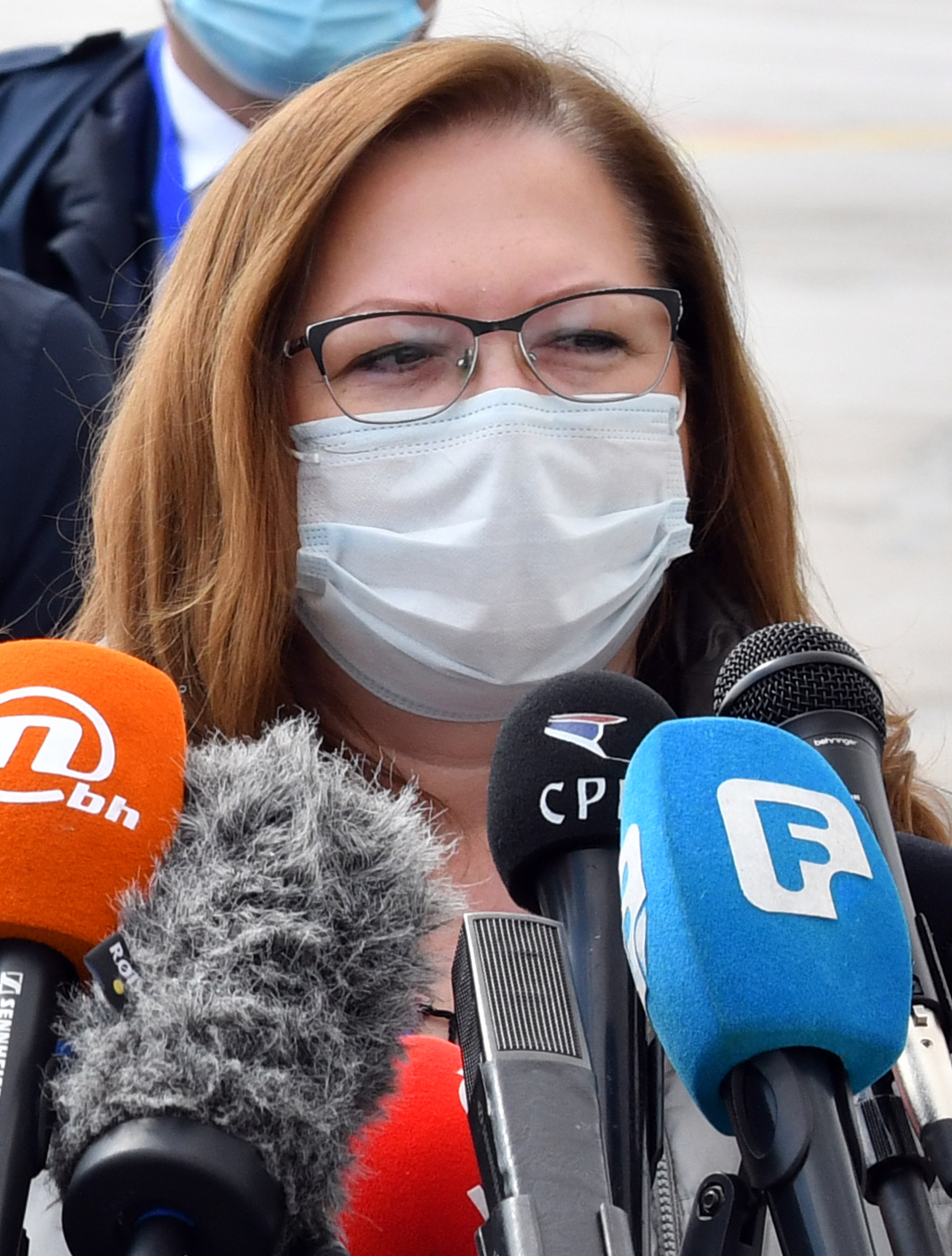
Ankica Gudeljević (2021)

Ankica Gudeljević (* 26. Juli 1964) ist eine bosnische Diplomatin und Politikerin (HDZ-BiH). Von Dezember 2019 bis Januar 2023, war sie bosnische Ministerin für Zivilangelegenheiten.

## Leben
Ankica Gudeljević schloss 1988 ein Studium der Germanistik an der Universität Sarajevo ab. Sie lebte von 1990 bis 1996 in Graz, wo sie als Dolmetscherin und als Managerin im Tourismusbereich tätig war. Danach zog sie nach Brčko, dort war sie von 1997 bis 2003 als Deutschlehrerin, von 2003 bis 2009 als Geschäftsführerin eines Außenhandelsunternehmens sowie von 2009 bis 2014 als Leiterin der Marketing-Abteilung der Stadtverwaltung von Brčko tätig.
Von 2015 bis 2018 war sie Beraterin im Außenministerium von Bosnien und Herzegowina. Am 19. Oktober 2018 wurde sie als Botschafterin ihres Landes in Deutschland akkreditiert. Bereits nach wenigen Monaten folgte ihr am 7. Mai 2019 Jadranka Winbow auf diesem Posten.
Seit 23. Dezember 2019 ist sie Ministerin für Zivilangelegenheiten in der Regierung von Zoran Tegeltija. Zu den Kompetenzen dieses Ministeriums gehören u. a. die Bereiche Gesundheit, Arbeit, Soziales, Bildung, Wissenschaft, Kultur und Sport.